# La Panthère des neiges
La Panthère des neiges je francouzský dokumentární film z roku 2021, který režírovali Marie Amiguet a Vincent Munier. Je adaptací stejnojmenné povídky Sylvaina Tessona, vítěze Renaudotovy ceny za rok 2019. Film měl světovou premiéru dne 13. července 2021 v sekci Cinema pour le Climate na filmovém festivalu v Cannes.

## Děj
Film sleduje cestu Vincenta Muniera a Sylvaina Tessona v Tibetu při hledání sněžného leoparda.

## Ocenění
- Lumières: nejlepší dokumentární film
- César: nejlepší dokumentární film; nominace v kategoriích nejlepší filmový debut (Marie Amiguet a Vincent Munier) a nejlepší filmová hudba (Nick Cave a Warren Ellis)